# Royale Union sportive Givry
Maillots
Actualités
Dernière mise à jour : 29 juin 2018.
La Royale Union Sportive Givry est un club de football belge localisé dans le petit village de Givry dans l'entité de Bertogne, en province de Luxembourg. Porteur du matricule 6237, le club évolue en Division 3 Amateur lors de la saison 2018-2019. C'est la 10e saison qu'il dispute dans les séries nationales belges.

## Histoire

### Les débuts
En 1938, un club de football est fondé à Givry et baptisé Jeunesse sportive de Givry. Il s'affilie la même année à l'URBSFA et reçoit le matricule 2732. Le club dispute les compétitions régionales de la province de Luxembourg jusqu'en 1954, année où il cesse ses activités.
Cinq ans plus, le 15 avril 1959, à l'initiative de l'Abbé Burnon, un nouveau club est mis sur pied dans le village par Camille Grandjean, Aimé Bleret et Henri Guillaume, l'Union sportive Givry. Le président est René Leemans, le secrétaire Jean Guillaume et  le trésorier Jean Talbot. Le club s'installe sur un terrain situé en bordure de la route de Bastogne. Il s'affilie à l'Union Belge et reçoit le matricule 6237. Le club débute en troisième provinciale, le plus bas niveau dans la province. Trois ans plus tard, il remporte un premier titre et accède à la deuxième provinciale. En 1966, le club est relégué et déménage ensuite vers un nouveau terrain, situé derrière le presbytère du village. Il remonte en « P2 » en 1972 mais subit une nouvelle relégation trois ans plus tard.

### Nouveau terrain et ascension provinciale
En 1980, le club déménage vers un nouveau terrain, où il évolue toujours aujourd'hui. Deux ans plus tard, les joueurs réalisent une saison exceptionnelle, inscrivant 111 buts pour seulement 29 encaissés. Cette performance leur permet de décrocher haut la main le titre de champion, avec 47 points sur 60, et de remonter ainsi en deuxième provinciale. Les premières équipes de jeunes du club sont mises en place en 1986. En 1988, l'US Givry remporte sa série et accède pour la première fois de son histoire à la première provinciale. Le club s'y maintient quatre ans puis redescend au niveau inférieur en 1992. Malgré cette relégation, il achète un terrain adjacent pour y installer une deuxième aire de jeu. En 1999, à l'occasion de son quarantième anniversaire, le club fait l'acquisition d'un troisième terrain pour ses équipes de jeunes.
Le club remonte en « P1 » en 2001 mais est directement relégué après avoir perdu un match de barrage contre l'ES Vaux-Noville. Il retrouve l'élite provinciale en 2005 et remporte deux ans plus tard la Coupe de la Province face à Floreville (3-1).

### Montée en Promotion
En 2009, le club décroche le titre de champion provincial, synonyme de première montée en Promotion, le quatrième niveau national. Le 10 juillet 2009, il est reconnu « Société royale » et prend son nom actuel de Royale Union sportive Givry. Pour ses débuts en Promotion, le club assure facilement son maintien et termine sixième de sa série, performance confirmée un an plus tard par une septième place. En septembre 2011, l'emblématique président Hervé Genon cède sa place à Jacques Aubry. Pour sa première saison avec un nouveau dirigeant, le club finit cinquième en 2011-2012, loupant le tour final pour six points. Il finit à nouveau sixième la saison suivante et dispute sa cinquième saison consécutive au niveau national en 2013-2014.

## Résultats dans les divisions nationales
Statistiques mises à jour le 2 décembre 2020 (terme de la saison 2019-2020)

### Bilan
| Niv | Divisions     | Jouées | Titres | TM Up | TM Down |
| --- | ------------- | ------ | ------ | ----- | ------- |
| I   | 1re nationale | 0      | 0      |       |         |
| II  | 2e nationale  | 0      | 0      |       |         |
| III | 3e nationale  | 0      | 0      |       |         |
| IV  | 4e nationale  | 9      | 0      |       |         |
| V   | 5e nationale  | 2      | 0      |       |         |
|     |               |        |        |       |         |
|     | TOTAUX        | 11     | 0      | 0     | 0       |

- TM Up : test-match pour départager des égalités, ou toutes formes de Barrages ou de Tour final pour une montée éventuelle.
- TM Down : test-match pour départager des égalités, ou toutes formes de Barrages ou de Tour final pour le maintien.

### Classements saison par saison
| Ordre | Saison  | Nom du club | Niveau                          | Classement final | Remarques                 |
| ----- | ------- | ----------- | ------------------------------- | ---------------- | ------------------------- |
| 1     | 2009-10 | R. US Givry | Promotion série D               | 6e/16            |                           |
| 2     | 2010-11 | R. US Givry | Promotion série D               | 7e/16            |                           |
| 3     | 2011-12 | R. US Givry | Promotion série D               | 5e/16            |                           |
| 4     | 2012-13 | R. US Givry | Promotion série D               | 6e/16            |                           |
| 5     | 2013-14 | R. US Givry | Promotion série D               | 6e/16            |                           |
| 6     | 2014-15 | R. US Givry | Promotion série D               | 6e/16            |                           |
| 7     | 2015-16 | R. US Givry | Promotion série D               | 2e/16            | [ saisons 1 ]             |
| 8     | 2016-17 | R. US Givry | Division 2 Amateur ACFF         | 14e/16           | Relégué!                  |
| 9     | 2017-18 | R. US Givry | Division 3 Amateur ACFF série B | 8e/16            |                           |
| 10    | 2018-19 | R. US Givry | Division 3 Amateur ACFF série B | 2e/16            | Promu après le tour final |
| 11    | 2019-20 | R. US Givry | Division 2 Amateur ACFF         | 8e/16            |                           |
| 12    | 2020-21 | R. US Givry | Nationale 2 ACFF                | .../17           |                           |